# Gasnetz Hamburg
Die Gasnetz Hamburg GmbH (zuvor: Hamburg Netz GmbH) betrieb als 100-prozentiges Tochterunternehmen der Stadt Hamburg das Erdgasnetz im Gebiet Hamburg und beschäftigte rund 600 Mitarbeiter. Die Gasnetz Hamburg GmbH entstand durch Übernahme aller Geschäftsanteile der ehemaligen Hamburg Netz GmbH infolge eines Volksentscheids im Jahr 2013. Seit September 2024 sind Gasnetz Hamburg und Stromnetz Hamburg zum städtischen Netzbetreiber Hamburger Energienetze GmbH fusioniert.

## Geschichte
Bis Ende 2017 war die Hamburg Netz GmbH (zuvor: E.ON Energie 36. Beteiligungs-GmbH) der Betreiber des Erdgasnetzes im Gebiet Hamburg. Die Hamburg Netz GmbH war eine Tochtergesellschaft der Hansewerk AG, die neben der Erdgasversorgung im Raum Hamburg noch weitere technische Dienstleistungen anbietet. Laut eigener Firmenwebsite betrieb sie seit dem 1. Januar 2010 das Erdgasnetz im Gebiet Hamburg mit circa 7.300 Kilometern Länge und rund 150.000 Anschlüssen. Anteilseigner der Hamburg Netz waren die E.ON Hanse AG mit 74,9 Prozent, sowie die HGV Hamburger Gesellschaft für Vermögens- und Beteiligungsmanagement mbH mit 25,1 Prozent.
Die Firma hat ihren Namen mit Handelsregistereintragung vom 31. August 2009 von E.ON Energie 36. Beteiligungs-GmbH, München in E.ON Hanse Hamburg Netz GmbH, Hamburg sowie am 7. Dezember 2009 in Hamburg Netz GmbH, Hamburg geändert. 2010 hat die E.ON Hanse AG den Netzbetrieb in Norddeutschland umstrukturiert und das bisherige E.ON-Hanse-Gasnetz auf drei Netzgebiete aufgeteilt, das Gebiet Hamburg, das Gebiet Schleswig-Holstein/Nord Niedersachsen und das Gebiet Mecklenburg-Vorpommern/Brandenburg.
Gemäß Bekanntmachung der E.ON Hanse AG hat diese „den Betrieb ihres Erdgasverteilnetzes in der Freien und Hansestadt Hamburg am 6. Mai 2010 auf die Hamburg Netz GmbH übertragen.“ Zum Betrieb des Netzes griff das Unternehmen während einer Übergangszeit auf die Unterstützung der E.ON Hanse AG zurück. Inzwischen hat Gasnetz Hamburg auch einen eigenen Kundenservice aufgebaut. Mitarbeiter und Betriebsstandorte des Unternehmens sind heute an verschiedenen Standorten in Tiefstack, Reitbrook und Altona ansässig.
Seit September 2024 sind die Gasnetz Hamburg und Stromnetz Hamburg zum städtischen Netzbetreiber Hamburger Energienetze GmbH fusioniert. Die Hamburger Energienetze GmbH ist an den Hauptstandorten Bramfeld und Tiefstack angesiedelt.

### Auseinandersetzung um die Rekommunalisierung
Bürgermeister Olaf Scholz begründete im Jahr 2012 die geplante Beteiligung der Stadt an der Hamburg Netz GmbH und an den Hamburger Strom- und Fernwärmenetzbetreibern mit einem dadurch möglichen strategischen Einfluss auf die Energiewende. Scholz wörtlich im NDR: „Wir haben erreicht, dass Hamburg zur Metropole Deutschlands mit den größten Kapazitäten zur Speicherung von Energie und dem modernsten Energiekonzept wird – ohne seine Rolle als Standort energieintensiver Industrieunternehmen infrage zu stellen.“ Außerdem erhielt die Stadt von der Hamburg Netz GmbH eine Garantiedividende von 4,2 Prozent. Senat, Bürgerschaft und die Aufsichtsräte des Unternehmens stimmten der Übernahme im Jahr 2012 zu. Im Rahmen der Transaktion sagte E.ON Hanse unter anderem ein Ausbau der Kraft-Wärme-Koppelung zu sowie die Nutzung von Solar- und Industrieabwärme in den Nahwärmenetzen und der Bau einer Power-to-Gas-Anlage, die überschüssigen Windstrom in erneuerbares Erdgas verwandelt.
Die Initiative „Unser Hamburg – Unser Netz“ hatte seit 2010 den vollständigen Rückkauf der Energieversorgungsnetze in der Hansestadt gefordert. Bei dem zusammen mit der Bundestagswahl 2013 durchgeführten Volksentscheid am 22. September 2013 sprachen sich schließlich von 1.292.984 Abstimmungsberechtigten, bei 14.968 ungültigen Stimmen und 428.980 (49,1 Prozent) Gegenstimmen 444.352 (50,9 Prozent) für den vollständigen Rückerwerb der Energienetze aus. Der Volksentscheid war damit zustande gekommen. Die Stadt sollte damit bei der Neuvergabe der Konzessionen im Jahr 2014 als Mitbieter gegen den bisherigen Konzessionsinhaber E.ON antreten. Das weitere Verfahren wurde von einem Urteil des Bundesgerichtshofes im Dezember 2013 mitbestimmt, nach dem Kommunen den Netzbetreiber in einem diskriminierungsfreien und transparenten Verfahren auswählen müssen, auch wenn das Netz an ein eigenes Stadtwerk übertragen werden soll.
Gegen eine vollständige Übernahme der Hamburger Energienetze sprachen sich die Handelskammer sowie CDU und FDP aus. Der Bürgerschaftsabgeordnete und Rechtsanwalt Walter Scheuerl (parteilos, CDU-Fraktion) gründete im Januar 2013 unter dem Namen „Unser Hamburg – gutes Netz“ eine Initiative der Gegner eines vollständigen Rückerwerbs der Energienetze.

### Projekt Hamburger Wasserstoff-Industrie-Netz «HH-WIN»
Im Dezember 2020 stellte die Geschäftsführung von Gasnetz Hamburg gemeinsam mit Umweltsenator Jens Kerstan auf einer Landespressekonferenz Pläne für ein Hamburger Wasserstoff-Industrie-Netz, kurz HH-WIN, vor. Nachdem mehr als ein Dutzend Industrieunternehmen Interesse an einem Anschluss angemeldet hatten, wurde im Jahr 2021 die ursprüngliche Planung von 45 Kilometern Netz auf 60 Kilometer erweitert. HH-WIN soll den am früheren Kraftwerkstandort Moorburg geplanten Großelektrolyseur mit künftigen Wasserstoffabnehmern verbinden und an die Fernleitungen des geplanten „European Hydrogen Backbone“ angebunden werden. Hamburgs Umweltbehörde und Gasnetz Hamburg erwarten, auf diesem Weg nach 2030 eine CO2-Einsparung von rund 1,3 Millionen Tonnen pro Jahr zu erzielen. Das Bundeswirtschaftsministerium hat für HH-WIN im August 2022 einen so vorzeitigen Maßnahmenbeginn erlaubt. Damit kann die Detailplanung starten, bevor der Förderbescheid im Rahmen der beantragten Aufnahme in das IPCEI-Programm vorliegt.